# Hemau
Hemau è un comune tedesco di 8 552 abitanti, situato nel land della Baviera.
Nel 2005 ha celebrato il 700º anniversario dalla data della sua fondazione.

## Economia
Nel 2001 Hemau era all'avanguardia nelle nuove tecnologie: aveva il primato dell'impianto fotovoltaico più grande del mondo, oggi superato da altre città.

## Luoghi di interesse
Nella zona sono stati trovati reperti pre-romani e due insediamenti celtici (Keltenschanzen) nei pressi dei villaggi di Laufenthal e Thonlohe.